# کلیسای سنت پل، تارتو
کلیسای سنت پل (به انگلیسی: St Paul's Church, Tartu) یک کلیسای انجیلی لوتری در شهر تارتو، استونی است.
این کلیسا که در سال ۱۹۱۰ با معماری هنر نو تأسیس شده دارای دو زنگ کلیسای فولادی است که در شهر بوخوم، آلمان ساخته شده و وزن آنها ۸۰۰ و ۱۲۸۰ کیلوگرم است.

## نگارخانه

نمای داخلی کلیسا

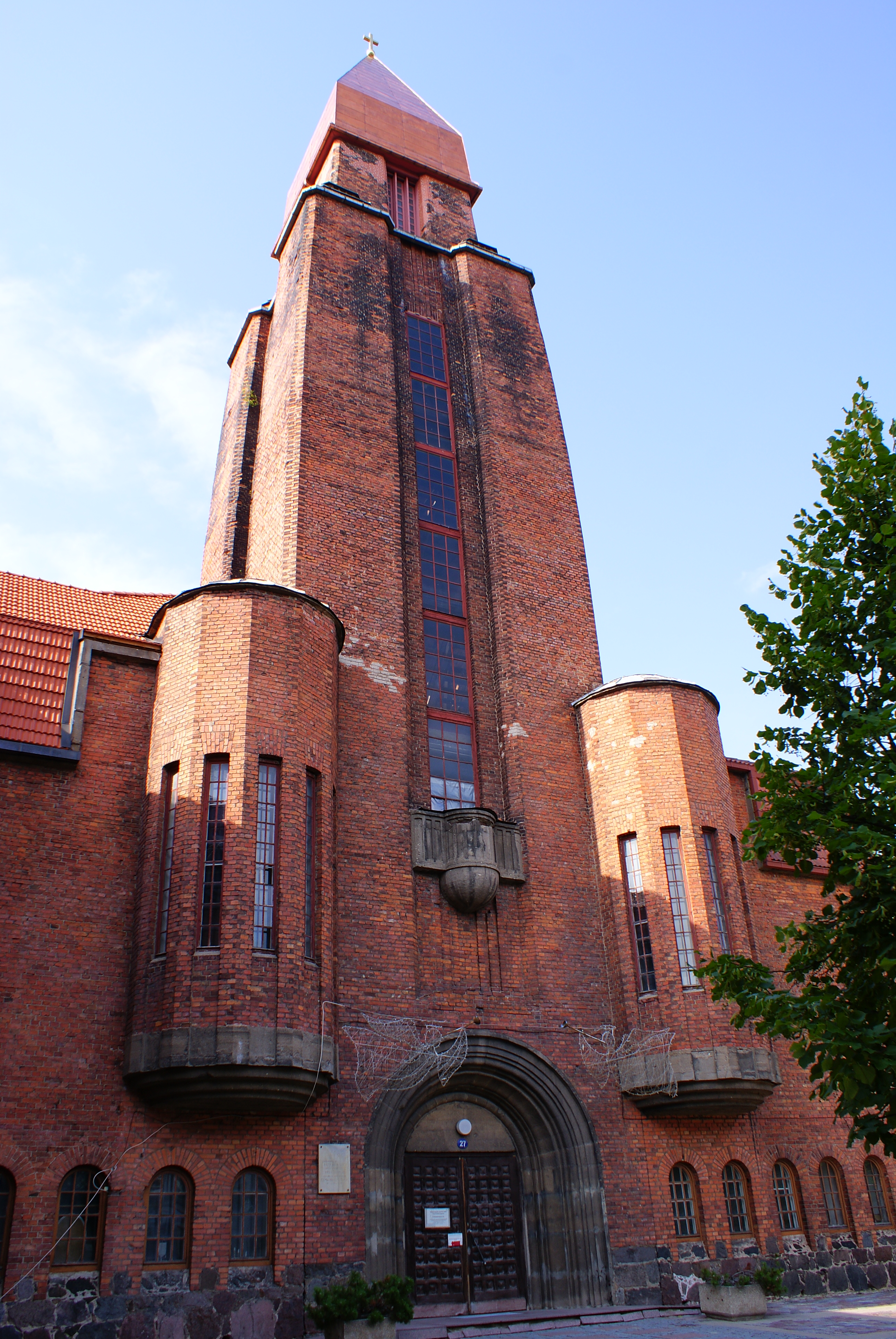
نمای کلیسا در سال ۲۰۱۱
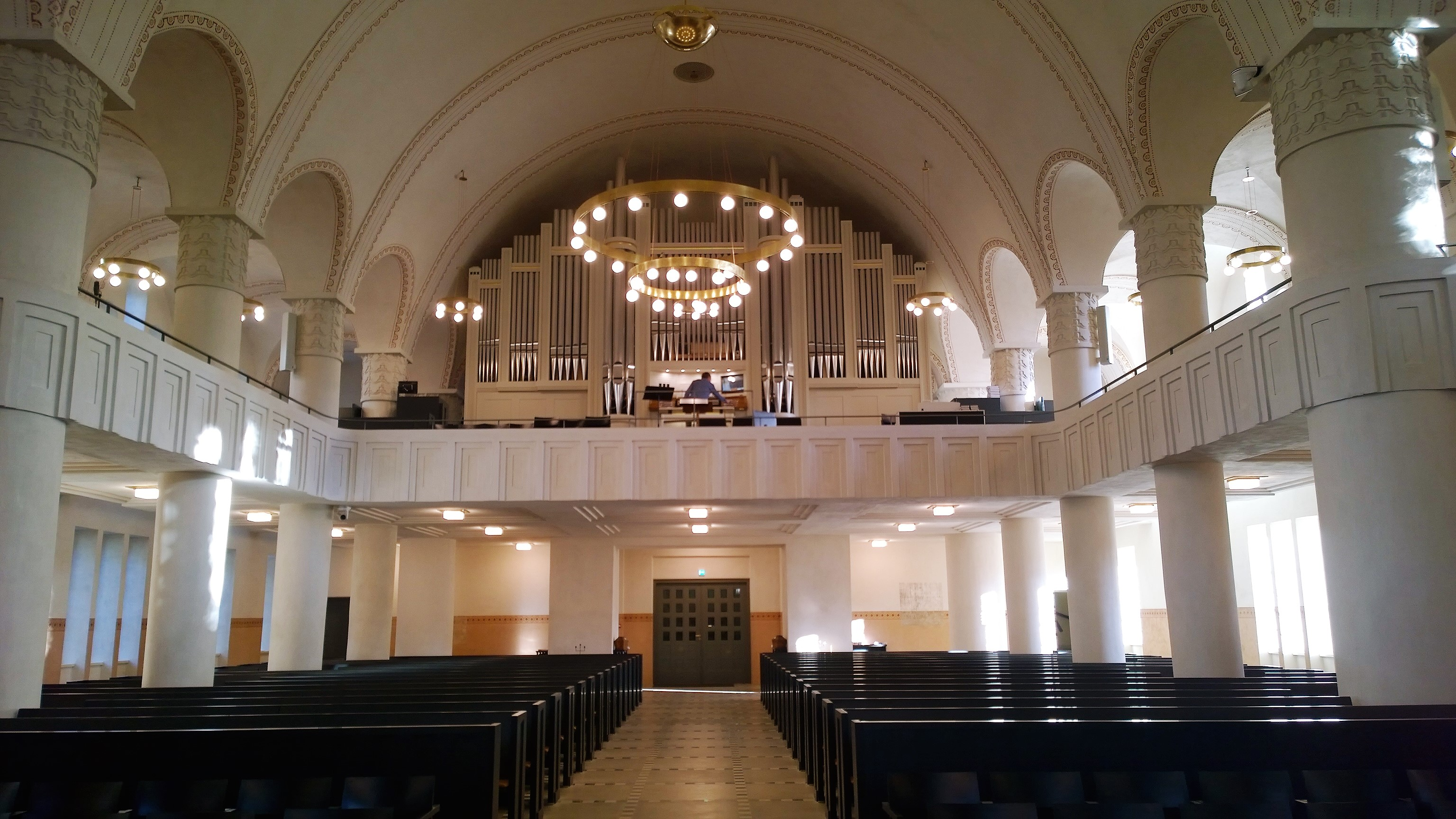
داخل کلیسا، ۲۰۱۵
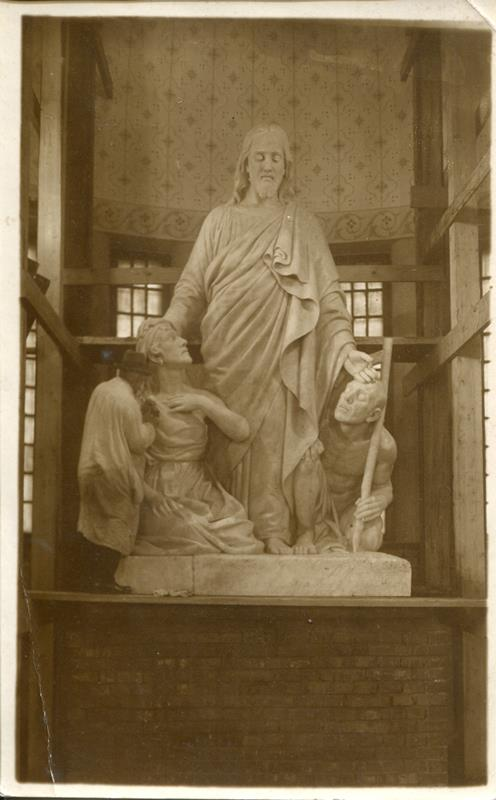
مجسمه آماندوس آدامسون (۱۹۲۳)
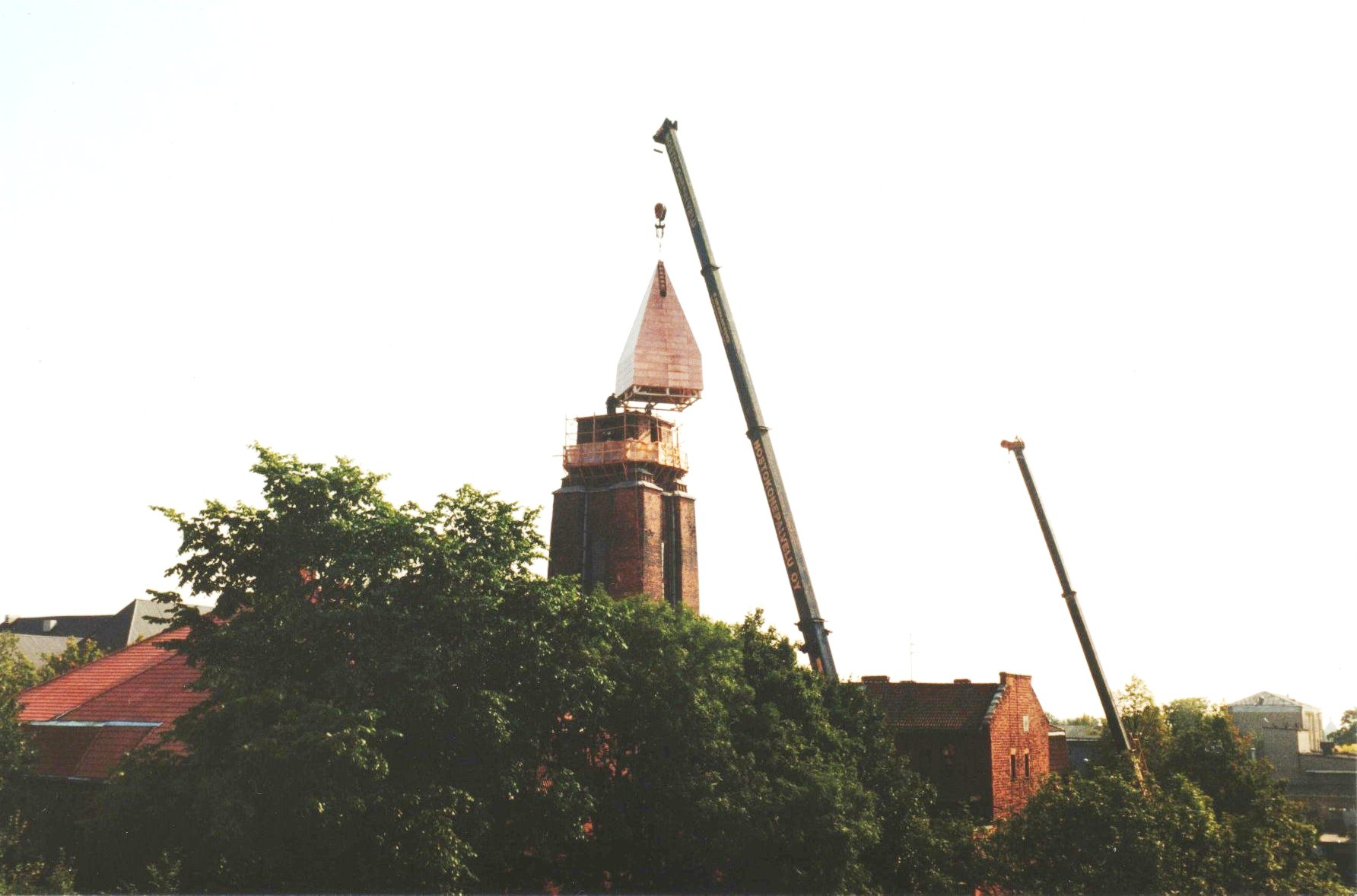
بازسازی قسمت بالای برج
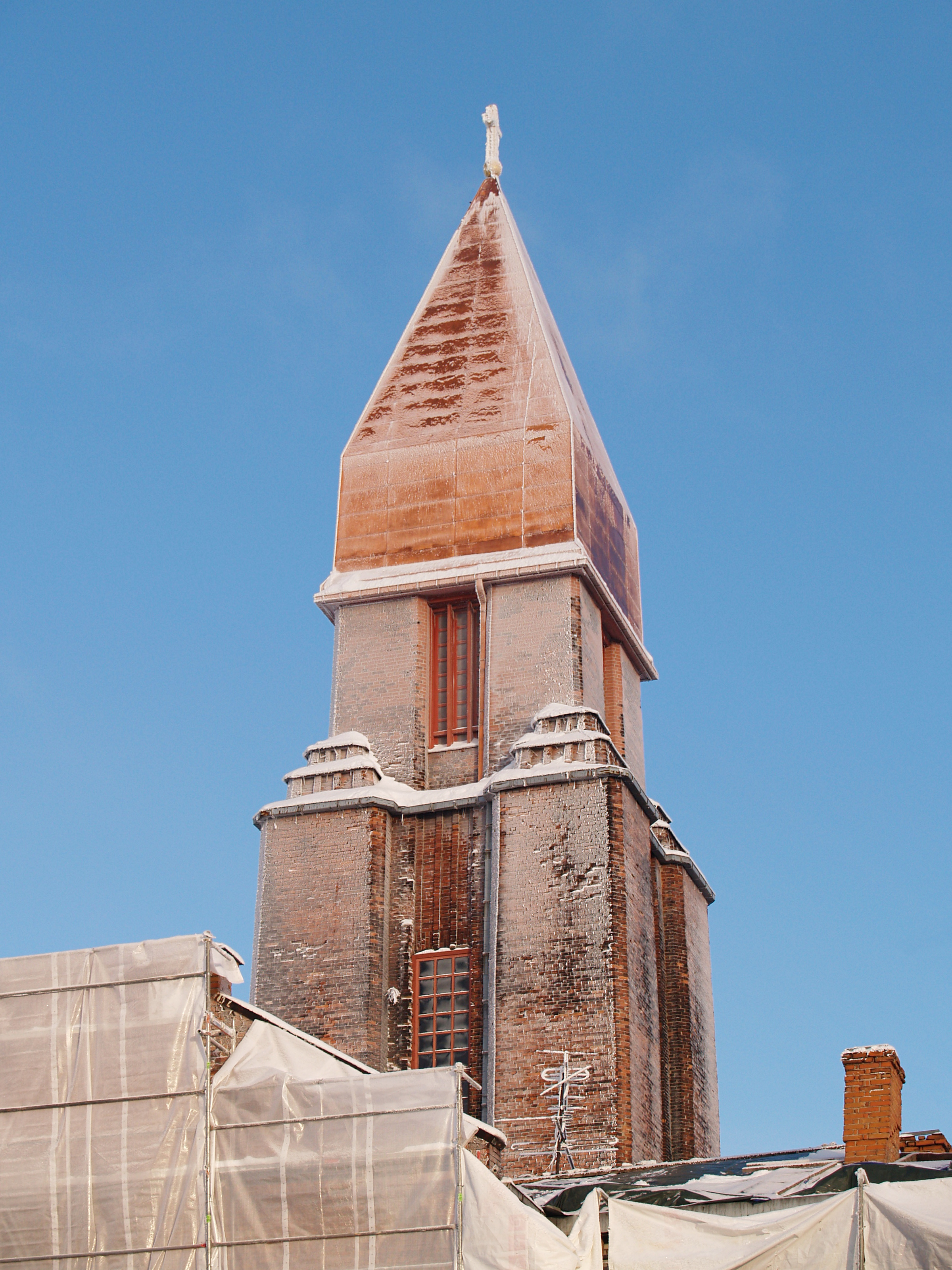
مرمت کلیسا در سال ۲۰۱۰